# Isole Sakishima
Le isole Sakishima (先島諸島?, Sakishima shotō, dette anche 先島群島 Sakishima guntō) sono isole del Giappone situate nella parte più meridionale del paese. Fanno parte del grande arcipelago delle Ryūkyū e comprendono i gruppi delle isole Miyako e delle isole Yaeyama.

## Amministrazione
I territori delle Sakishima fanno parte della prefettura di Okinawa e sono suddivisi nelle seguenti unità amministrative: le città di Miyakojima e Ishigaki, le cittadine di Taketomi e Yonaguni ed il villaggio di Tarama. Taketomi e Yonaguni formano il distretto di Yaeyama, mentre Tarama è l'unico comune del distretto di Miyako. Sotto la giurisdizione del comune di Ishigaki ricadono le isole Senkaku, un piccolo arcipelago disabitato del Mar Cinese Orientale che geograficamente non fa parte delle Sakishima e che viene reclamato anche da Cina e Taiwan.

## Isole principali
Di seguito la lista delle isole abitate del gruppo delle Sakishima suddivise per comune di appartenenza:
- Isole Miyako
  -  Città di Miyakojima
    - Isola di Ikema (Ikema-jima)
    - Isola di Irabu (Irabu-jima)
    - Isola di Kurima (Kurima-jima)
    - Isola di Miyako (Miyako-jima)
    - Isola di Ōgami (Ōgami-jima)
    - Isola di Shimoji (Shimoji-shima)

  -  Villaggio di Tarama
    - Isola di Minna (Minna-jima)
    - Isola di Tarama (Tarama-jima)

- Isole Yaeyama
  -  Città di Ishigaki
    - isola di Ishigaki (Ishigaki-jima)

  -  Cittadina di Taketomi
    - Isola di Aragusuku (Aragusuku-jima)
    - Isola di Hateruma (Hateruma-jima)
    - Isola di Iriomote (Iriomote-jima)
    - Isola di Kohama (Kohama-jima)
    - Isola di Kuro (Kuro-shima)
    - Isola di Taketomi (Taketomi-jima)
    - Isola di Yubu (Yubu-jima)

  -  Cittadina di Yonaguni
    - Isola di Yonaguni (Yonaguni-jima), l'isola abitata giapponese più occidentale

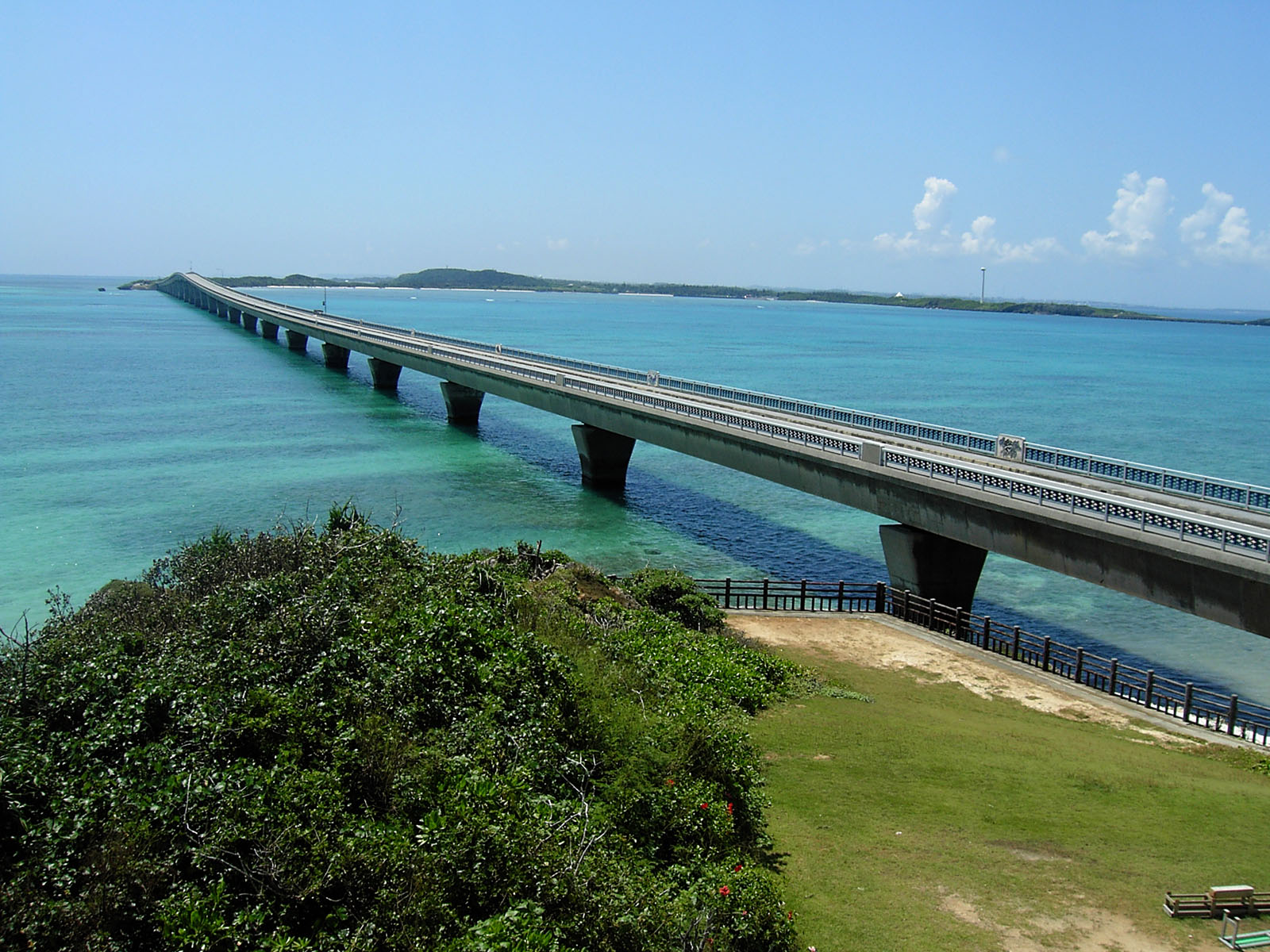
Il ponte di Ikema, tra Miyako-jima e Ikema-jima
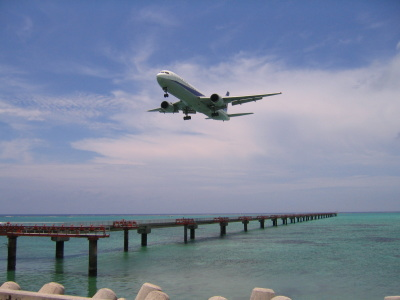
Shimojishima
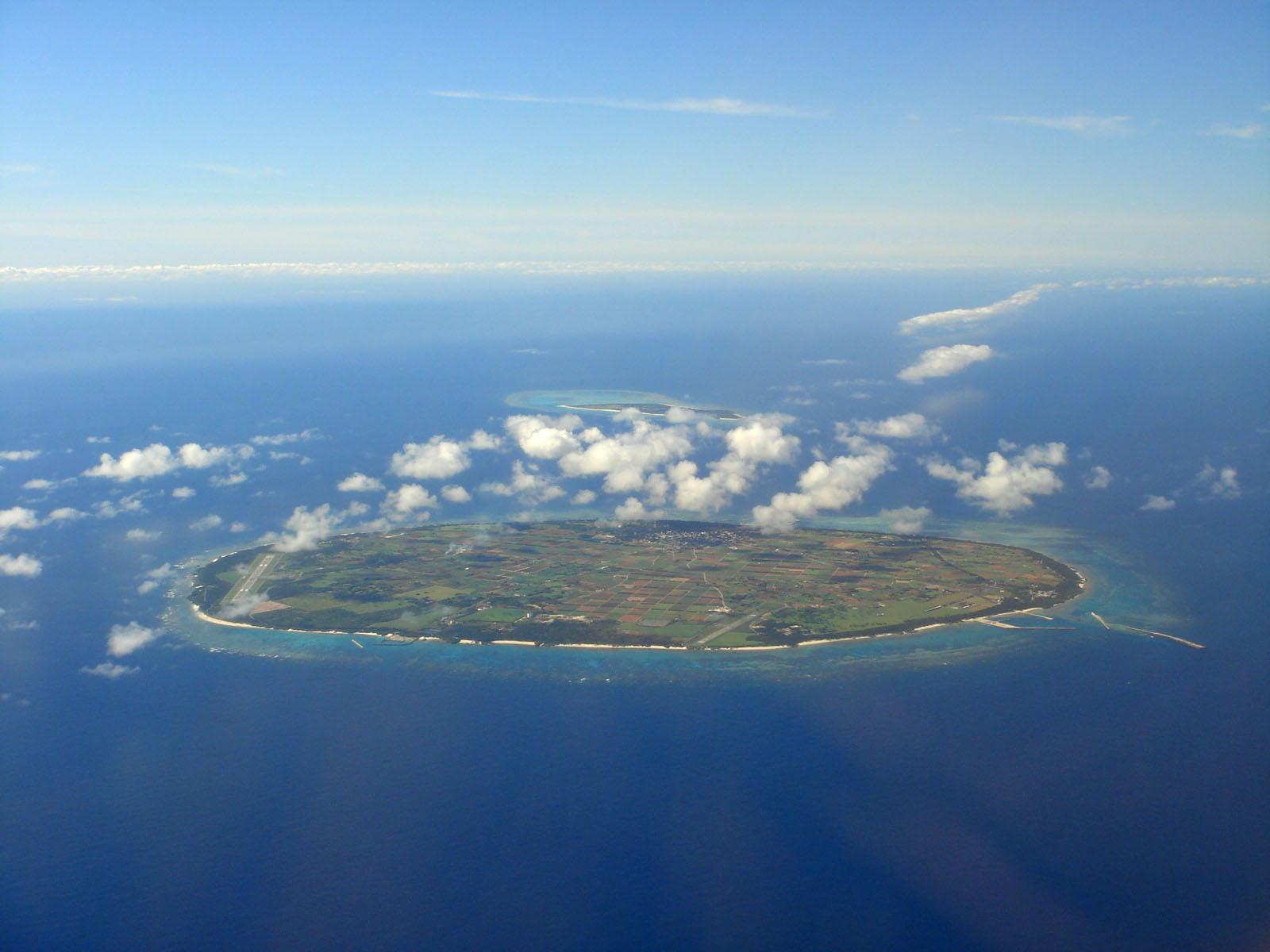
Tarama
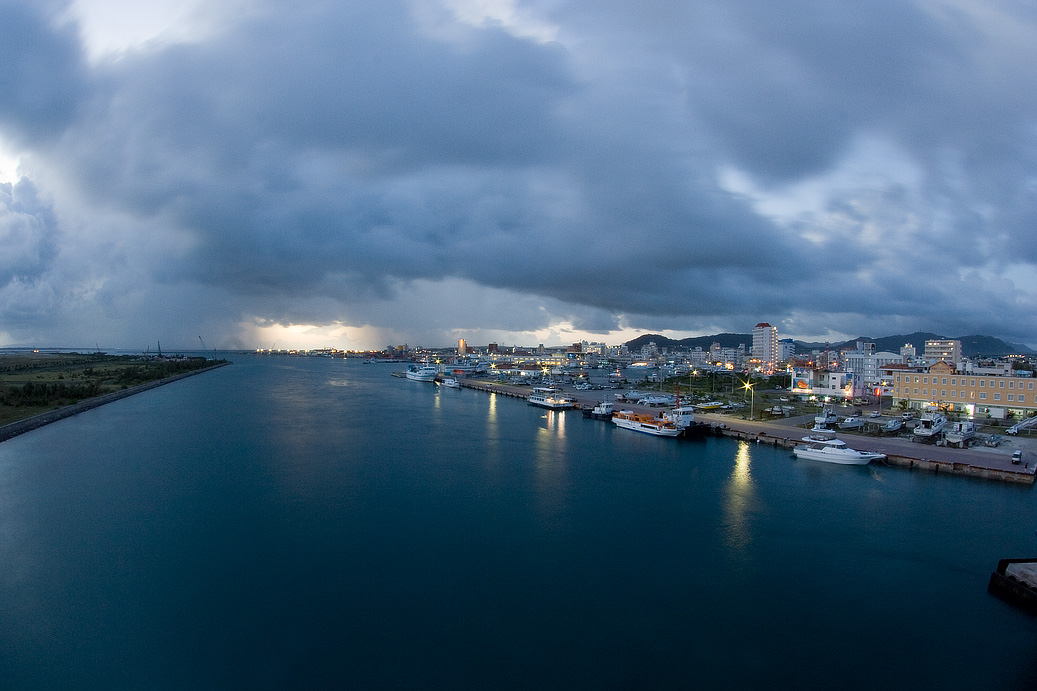
Ishigaki
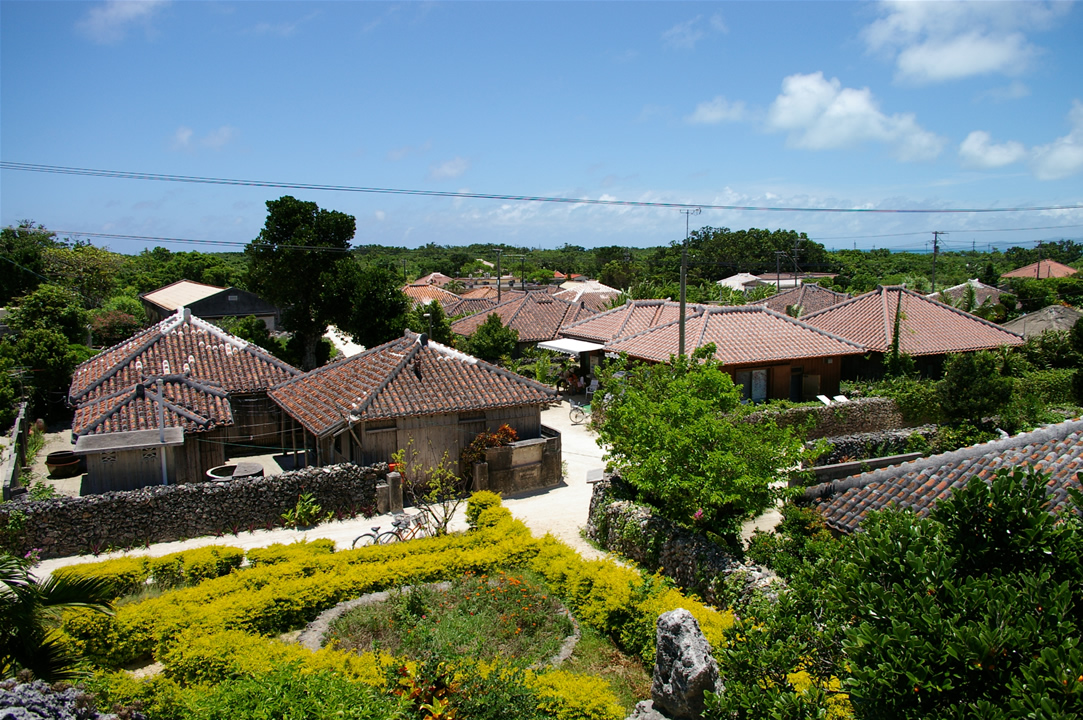
Taketomi
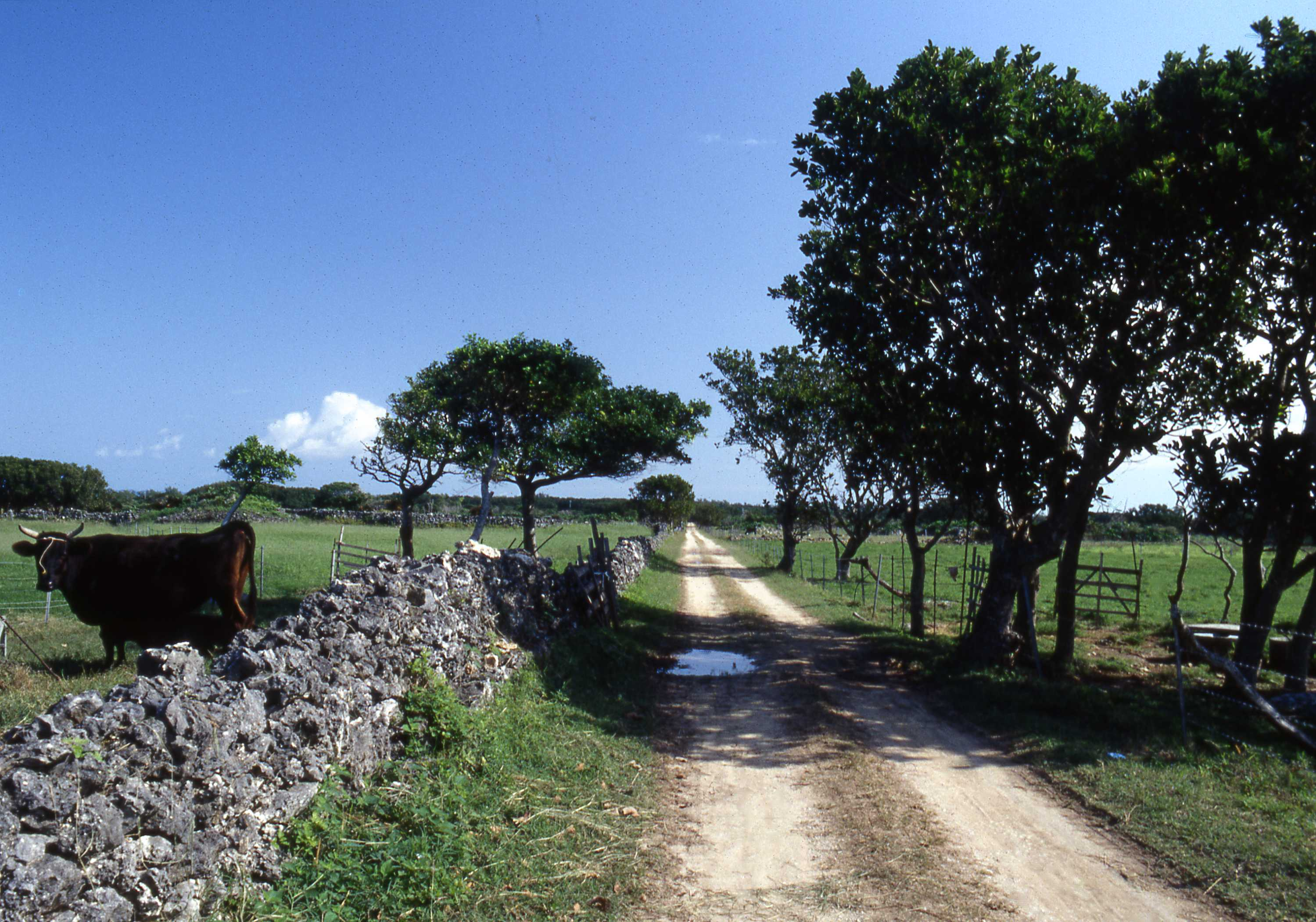
Kuroshima
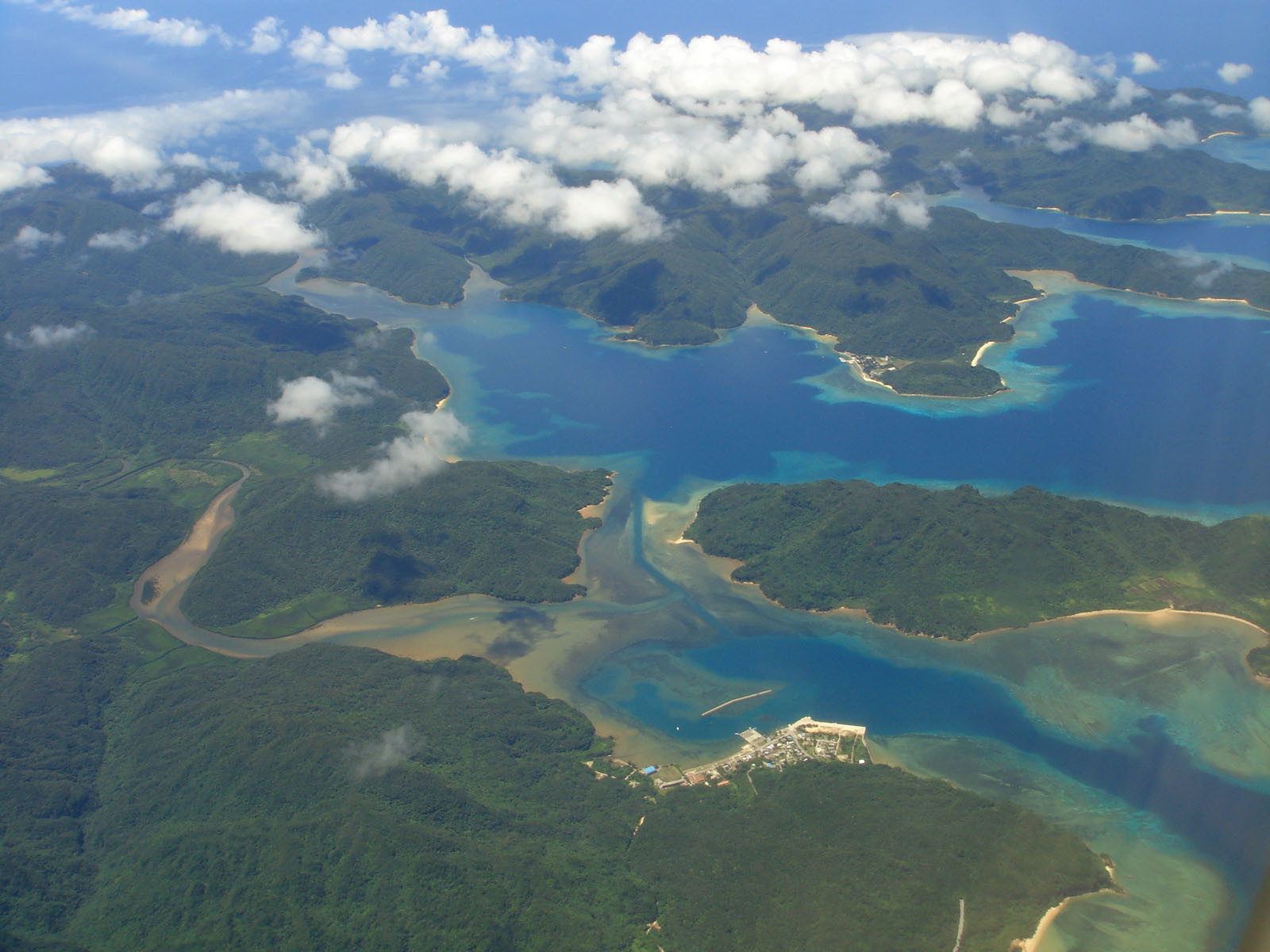
Iriomote
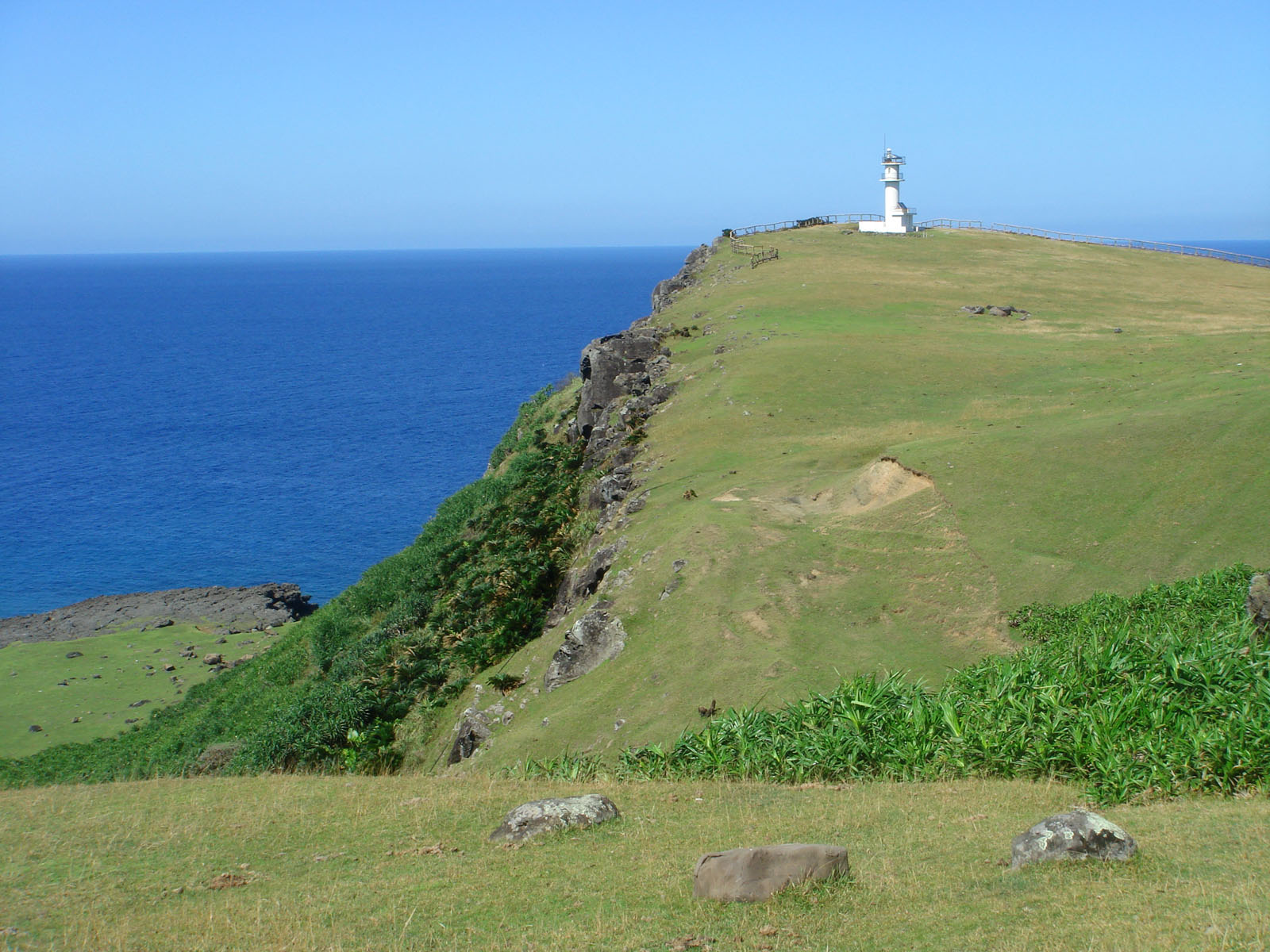
Yonaguni

## Storia
Il primo riferimento scritto sulle Sakishima è quello riportato nell'anno 797 sull'antico testo giapponese Shoku Nihongi, secondo il quale nel 714 Ō no Ason Okeji (太朝臣遠建治?) pagò tributo a Dazaifu (a quel tempo capoluogo amministrativo di Kyūshū) con 52 abitanti di Amami (奄美?), Shigaki (信覚?), Kumi (球美?) e di altre isole. Si crede che Shigaki sia l'odierna Ishigaki (石垣?), Kumi l'odierna Kume (久米? una delle isole Okinawa) o Komi (古見? un insediamento di Iriomote). Il testo cinese del 1370 Storia degli Yuan riporta lo sbarco di marinai di Mìyágǔ (密牙古) a Wenzhou nel 1317. Si ipotizza che questa sia la prima documentazione in cui compare l'isola di Miyako (宮古?).
Manufatti in pietra ed altri composti da conchiglie risalenti a 2.500 anni fa sono stati rinvenuti nelle isole. Analoghi oggetti sono stati rinvenuti a Taiwan e nelle Filippine, ma non nell'isola di Okinawa né ad Amami. Si pensa quindi che le Sakishima abbiano un legame culturale con Taiwan e le Filippine. Le prime terrecotte risalgono all'XI secolo.
Nel XV secolo si affermarono capi-tribù chiamati anji, che crearono piccoli regni locali. Fu in quel periodo che i sovrani di Okinawa estesero la propria influenza sulle Sakishima, che divennero mercati e scali sulla rotta per la Cina. Miyako fu inficata nel 1365 da Yohanashiidu Tuyumya (与那覇勢頭豊見親?), che fu tributario di Satto, sovrano del Regno Chūzan di Okinawa.
Nel 1500, l'anji di Ishigaki Oyake Akahachi (遠弥計赤蜂 o 於屋計赤蜂?), si ribellò al Regno delle Ryūkyū, il cui sovrano Shō Shin soffocò la rivolta con truppe guidate da Nakasone Tuyumya (仲宗根豊見親?), anji di Miyako, e si annetté la maggior parte delle Sakishima. La semi-leggendaria regina di Yonaguni San'ai Isoba (サンアイ・イソバ?) seppe preservare l'indipendenza dell'isola fino al 1522, quando anch'essa fu annessa dal Regno delle Ryūkyū.
Le armate del clan Shimazu dell'han di Satsuma invasero il regno nel 1609 e ne fecero una colonia. Nei secoli successivi il regno, che era tributario anche della Cina, impose tasse sempre maggiori agli abitanti delle Sakishima. Le isole di Yaeyama furono obbligate a pagare dazi più alti fin dai tempi in cui fu soffocata la ribellione di Oyake Akahachi.
Il grande terremoto di Yaeyama del 1771 causò uno tsunami che uccise 12.000 persone, metà della popolazione delle Sakishima. L'eccessiva salinità del suolo impedisce buone coltivazioni ed ha spesso causato carestie, spingendo gli abitanti ad emigrare fino agli inizi del periodo Meiji.
Il Regno delle Ryūkyū venne ufficialmente annesso al Giappone nel 1879, provocando le proteste della Cina dei Qing, che rivendicò la sovranità sull'arcipelago in virtù del diritto maturato sullo Stato tributario da tempi remoti. La Cina rinunciò ai suoi diritti sulle isole dopo la sconfitta subita nella prima guerra sino-giapponese nel 1895. Nello stesso periodo il governo giapponese si annetté le Senkaku, un piccolo gruppo di isole vicine alla costa nord-orientale di Taiwan, e le pose sotto la giurisdizione di Ishigaki. L'annessione sarebbe stata in seguito dichiarata illegale da Taiwan e dalla Cina, che tuttora proclamano la loro sovranità sulle Senkaku. La modernizzazione delle Sakishima fu lenta se comparata a quella delle vicine Okinawa. Le pesanti tasse pro-capite (testatico) sugli abitanti delle Sakishima durarono fino al 1903
Le isole furono coinvolte nella seconda guerra mondiale solo nel 1945, quando furono oggetto di bombardamenti aerei e navali delle forze Alleate. Il governo dispose l'evacuazione dei centri abitati di Ishigaki e Iriomote, gli abitanti furono trasferiti nelle zone rurali a nord delle stesse isole, dove molti morirono di malaria. Dopo il conflitto, tali aree settentrionali furono abbandonate e tuttora sono rimaste per tradizione pressoché disabitate, anche dopo che la malaria fu sradicata nel 1961.

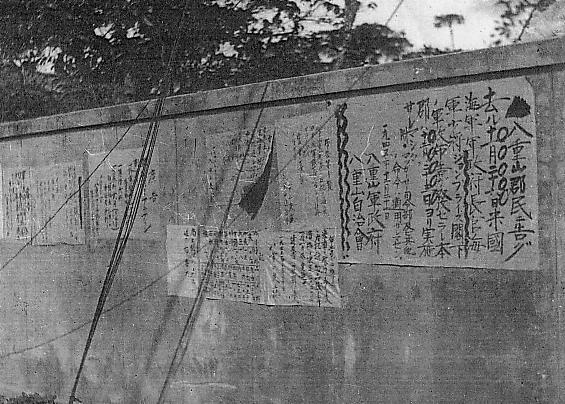
Manifesti dell'Associazione della comunità di Yaeyama nel dicembre del 1945

Nel giugno del 1945, dopo la sconfitta nella battaglia di Okinawa, truppe allo sbando dell'Esercito Imperiale Giapponese rubarono il cibo degli isolani e furono protagoniste di gravi episodi di violenza. Per difendersi, gli abitanti di Ishigaki formarono l'Associazione della comunità di Yaeyama (八重山自治会?), che operò come un vero e proprio governo nel vuoto di potere creatosi, tanto che alcuni storici si riferiscono a tale periodo della storia locale come la Repubblica di Yaeyama (八重山共和国?). L'associazione fu sciolta nel dicembre del 1945 con l'occupazione statunitense delle Ryūkyū, quando truppe e funzionari americani si stabilirono nell'intero arcipelago. Il trattato di San Francisco del 1952 confermò l'occupazione degli statunitensi, che riconsegnarono le Ryūkyū all'amministrazione di Tokyo nel 1972.

## Cultura
I tre principali idiomi delle Sakishima sono la lingua di Miyako, la lingua yonaguni e la lingua di Yaeyama, che non sono mutuamente intelligibili né tra loro né tanto meno con le altre lingue ryukyuane. In tutte le isole è ormai diventato madrelingua anche il giapponese, che viene insegnato nelle scuole. L'acquisizione della lingua nazionale ha portato a neologismi, frasi idiomatiche e a pronunce che contengono elementi sia delle lingua locale che del giapponese.